# Пестов, Евгений Владимирович
Евге́ний Влади́мирович Пе́стов (22 марта 1925, Родники, Иваново-Вознесенская губерния — 7 февраля 1987, Ворошиловград) — советский футболист, вратарь и тренер. Мастер спорта СССР (с 1972 года). Награждён орденом Александра Невского.

## Игровая карьера
В командах «мастеров» начал играть после Великой Отечественной войны. Выступал за команды Харькова и Ворошиловграда. За «Динамо» провел три сезона, после чего в середине 1949 года перешёл в сталинский «Шахтёр», игравший в тот год в высшей лиге. В 1951 году вместе с «Шахтёром» завоевал бронзовые медали чемпионата СССР. Выступления продолжил, защищая ворота ленинградских команд «Динамо» и «Трудовые резервы». Активные выступления завершил в 1955 году.

## Тренерская карьера
С 1956 года на тренерской работе. Сначала преподаёт в детско-юношеских коллективах Ленинграда и Бердянска, а затем с 1962 года тренирует команды «мастеров». Работал старшим тренером в командах Коммунарска, Северодонецка, Днепродзержинска, Ровно, Луцка и Николаева, дважды возглавлял команду высшей лиги — луганскую «Зарю». Выводил команду в финал Кубка СССР (1974), где «Заря» лишь в дополнительное время уступила киевскому «Динамо».